# Jan Feliks Buczacki
Jan Feliks Buczacki herbu Abdank (zm. w 1507/1509) – krajczy koronny.
Był synem Jakuba (1430/38-1501) – wojewody ruskiego i kasztelana halickiego i Anny ze Sprowy herbu Odrowąż (zm. po 1503). Miał dwóch braci: Jana Andrzeja – podczaszego królewskiego i Jakuba – duchownego rzymskokatolickiego, sekretarza królewskiego, proboszcza lubelskiego,  biskupa kamienieckiego, biskupa chełmskiego, biskupa płockiego – oraz dwie siostry: Beatę (żonę Jerzego Krupskiego – kasztelana bełskiego) i Katarzynę Buczacką (żonę wdowca Jana Tworowskiego (zm. 1547) – kasztelana kamienieckiego i wojewody podolskiego).